# 2031 BAM
2031 BAM este un asteroid din centura principală, descoperit pe 8 octombrie 1969 de Liudmila Cernîh.